# Sigismund Wilhelm Kölle
Sigismund Wilhelm Kölle (Cleebronn, 14 juli 1823 - Londen, 18 februari 1902) was een Duitse zendeling en linguïst. Hij schreef werken onder zijn eigen naam en het pseudoniem Abd Isa.
Hij verwierf kennis over het Hebreeuws aan de Eberhard-Karls-Universiteit in Tübingen tijdens zijn opleiding vanaf 1841 in een zendelingenhuis in Bazel. In 1845 werd Kölle overgeplaatst naar de Church Missionary Society in Islington. Twee jaar later werd hij gestationeerd in Sierra Leone, waar hij Hebreeuws doceerde. Hier verzamelde hij een grote collectie taalkundig materiaal, onder andere van een aantal voormalige slaven. In 1853 keerde hij terug naar Groot-Brittannië om zijn aantekeningen uit te werken tot Polyglotta Africana, een werk dat de grondslag legde voor de Europese interesse in en studie naar Afrikaanse talen. Het boek werd in 1855 door het Institut de France bekroond met de Prix Volney.
Om gezondheidsredenen moet hij in 1855 afzien van een zending naar Egypte, maar in hetzelfde jaar nog reist hij naar Haifa af om zijn christelijke zending voort te zetten.
Kort na de Krimoorlog werd Kölle in 1859 samen met Karl Gottlieb Pfander door de Church Missionary Society naar Constantinopel gestuurd voor zendelingswerkzaamheden. Hier vergelijkt Kölle de Koran en de Ahadith ten opzichte van de Bijbel en hij trekt de conclusie dat de islam in tegenstelling staat tot de heilsboodschap van de Bijbel.
De eerste jaren waren de Ottomanen nog geïnteresseerd in de christelijke doctrine, maar al spoedig sloeg de stemming om. De zendingen kregen te maken met geweld en de zendelingen belandden in de gevangenis. Door de inspanningen van de Britse regering kwamen de missionarissen op vrije voeten, maar de Verheven Porte had intussen alle propaganda verboden. De zending zou nooit meer gevoerd kunnen worden als in de eerste jaren.
Door geldgebrek moest de zending in 1877 gestaakt worden, maar Kölle bleef in Constantinopel waar hij kleinschalig probeerde buurtgenoten te bekeren, Dit had echter weinig succes. Toch was het juist één bekering die in 1879 voor veel beroering in Europa zou zorgen. In het geheim had Kölle het Anglicaanse Book of Common Prayer in het Turks vertaald met de hulp van Ahmed Tewfik. Tewfik was verbonden aan verschillende moskeeën. Beiden werden onverwachts opgepakt door de politie en kwamen in de gevangenis terecht. Kölle werd spoedig vrijgelaten, maar zijn assistent Tewfik bleef gevangengenomen en dreigde ter dood veroordeeld te worden. Met machtsvertoon van de marine en een ultimatum van de Britse premier Disraeli kon de doodstraf van Tewfik worden omgezet naar een verbanning naar Chios, waarvan hij later ontsnapte en zich in 1881 in Londen onder grote publieke belangstelling liet dopen.
Kölle keerde terug naar Groot-Brittannië waar hij onder andere nog The death of Christ upon the cross. A fact, not a fiction en later ook Mohammed and Mohammedanism. Critically considered publiceerde. Het voorwoord van laatstgenoemde werk besluit hij met de woorden: "Ik neem aan dat men het niet ongepast zal vinden dat iemand zoals ik, die het beste deel van zijn leven eraan heeft gewijd te proberen Christus en het christendom aan moslims uit te leggen, een paar jaar van zijn oude dag heeft besteed aan de hier voorliggende poging Mohammed en het mohamedanisme aan christenen uit te leggen. Moge dit nuttig blijken ter bevordering van een zuivere, d.i. een christelijke, mening over Mohammed en het mohammedanisme, en ter stimulering van de ijver van de kerk van Christus voor het bevorderen onder onze moslim-naasten van het Koninkrijk van God en Christus, dat een Koninkrijk van Waarheid is".